# Gale Harold
Gale Harold (Decatur, Georgia, 10 juni 1969) is een Amerikaanse acteur, het meest bekend door zijn rol als Brian Kinney in Queer as Folk en die van 'Jackson Braddock' in het vijfde seizoen van Desperate Housewives.
Gale groeide op in Georgia: zijn vader is een ingenieur, zijn moeder werkt als makelaar in onroerend goed. Zij waren diepgelovige mensen (ze waren lid van Pinksterbeweging). Op zijn vijftiende verliet Gale de kerk, omdat hij vond dat het onzin was. Enkele jaren later verliet ook zijn vader de kerk. Hij ging dankzij een sport-studiebeurs studeren in Washington D.C., maar stopte na een conflict met zijn voetbaltrainer en verhuisde naar San Francisco. Daar had hij verschillende baantjes.
In 1997 raadde een vriendin hem aan om te gaan acteren. Hij volgde drie jaar lang een toneelopleiding en ging naar enkele audities. Zo kreeg hij zijn eerste grote rol vast: hij mocht de controversiële rol van Brian Kinney vertolken in de Amerikaanse bewerking van Queer as Folk. Die rol speelde hij vijf seizoenen lang en zo werd hij een ster.
Nadat de show was stopgezet, kreeg hij een rol aangeboden in de reeks Vanished. Die reeks werd echter snel afgevoerd en dus moest hij weer op zoek naar werk. Hij deed wat toneelwerk en speelde enkele gastrollen in verschillende televisieseries (zoals Grey's Anatomy) tot hij bij Desperate Housewives terechtkwam.